# Anaxeton laeve
Anaxeton laeve là một loài thực vật có hoa trong họ Cúc. Loài này được (Harv.) Lundgren mô tả khoa học đầu tiên năm 1972.